# Mycoenterolobium
Mycoenterolobium is een geslacht van schimmels uit de onderstam Pezizomycotina. De familie is nog niet eenduidig bepaald (Incertae sedis). De typesoort is Mycoenterolobium platysporum.

## Soorten
Volgens Index Fungorum telt het geslacht vijf soorten (peildatum december 2023):
| Soortnaam                          | Auteur(s)                                       | Publicatiejaar |
| ---------------------------------- | ----------------------------------------------- | -------------- |
| Mycoenterolobium aquadictyosporium | M.S. Calabon, Boonmee, E.B.G. Jones & K.D. Hyde | 2020           |
| Mycoenterolobium borivaliense      | Rashmi Dubey                                    | 2020           |
| Mycoenterolobium flabelliforme     | K.G. Karand., P.N. Singh & S.K. Singh           | 2015           |
| Mycoenterolobium macrosporum       | J. Yang & K.D. Hyde                             | 2023           |
| Mycoenterolobium platysporum       | Goos                                            | 1970           |